# Роббинс, Райан
Райан Роббинс (англ. Ryan Robbins; родился 26 ноября 1971 года) — канадский актёр, наиболее известный по ролям Генри Фосса в телесериале Убежище и Чарли Коннора в телесериале Звёздный крейсер «Галактика».

## Карьера
Он стал единственным из актёров, сыгравшим двух различных персонажей (если не считать различные инкарнации моделей Сайлонов в качестве различных персонажей) в телесериале Звёздный крейсер «Галактика». Изначально сыграл колониального офицера, назначенного на Armistice Station перед второй сайлонской войной, в мини-сериале, причем для него делали серьёзный грим, чтобы увеличить его возраст.
Затем сыграл Льюиса в третьем сезоне телесериала Тайны Смолвиля. В дальнейшем исполнил роль Диего в телесериале Каприка, ставшего приквелом к «Звёздному крейсеру „Галактика“».
Также принял участие в съемках телесериала jPod в роли Алистера Периша, а затем Венделла в канадском сериале The Guard.
В феврале 2011 года сыграл Райдэна в веб-сериале Mortal Kombat: Legacy по мотивам популярной серии файтингов. Так же сыграл одну из ролей в фильме Аполлон-18.
Также играл роль Генри Фосса в телесериале Убежище, Рэнда в веб-сериале Риз и Брэда Тонкина в 4-м сезоне канадского телесериала Континуум.

## Личная жизнь
Роббинс с 2002 года был женат на актрисе Ребекке Райхарт (англ. Rebecca Reichert). В браке у них родилась одна дочь. Развелись в 2010 году.

## Избранная фильмография
| Год       | Название на русском         | Название на языке оригинала | Роль                     | Примечание      |
| --------- | --------------------------- | --------------------------- | ------------------------ | --------------- |
| 2017      | Хижина                      | The Shack                   | Эмилль Дюссет            |                 |
| 2016      | Варкрафт                    | Warcraft                    | Карос, рыцарь Штормграда |                 |
| 2015      | На линии огня (фильм 2015)  | Life on the Line            | Юджин                    |                 |
| 2015      | Однажды в сказке            | Once Upon a Time            | Сэр Морган               |                 |
| 2015      | Континуум (телесериал)      | Continuum                   | Брэд Тонкин              |                 |
| 2012      | Филадельфийский эксперимент | The Philadelphia Experiment | -                        |                 |
| 2012      | Убей ради меня              | Untitled Thriller           | -                        |                 |
| 2008-2012 | Убежище                     | Sancturary                  | Генри Фосс               |                 |
| 2011      | Смертельная битва: Наследие | Mortal Kombat: Legacy       | Raiden                   |                 |
| 2011      | Рухнувшие небеса            | Falling Skies               | Tector                   |                 |
| 2011      | Everything and Everyone     | Everything and Everyone     | Ной                      |                 |
| 2011      | Marilyn                     | Marilyn                     | Michael Grant            |                 |
| 2011      | Аполлон 18                  | Apollo 18                   | John Grey                |                 |
| 2011      | Перекрёсток смерти          | True Justice                | Bird                     |                 |
| 2011      | Cold Blooded                | Cold Blooded                | Cordero                  |                 |
| 2011      | Вампир                      | Vampire                     | Kevin Grant              |                 |
| 2010      | The Charlie Da Clown Show   | The Charlie Da Clown Show   | Lt. Burt Cordova         | короткометражка |
| 2010      | Крушение                    | Wrecked                     | George Weaver            |                 |
| 2008      | Пассажиры                   | Passengers                  | Дин                      |                 |
| 2006      | Звёздные врата: Атлантида   | Stargate Atlantis           | Лидон Радим              |                 |